# Camargo (Bolivia)
Camargo è un comune (municipio in spagnolo) della Bolivia nella provincia di Nor Cinti (dipartimento di Chuquisaca) con 14.906 abitanti dato 2010).

## Cantoni
Il comune è suddiviso in 3 cantoni (popolazione 2001).
- Camargo - 9.270 abitanti
- Lintaca - 378 abitanti
- Tacaquira - 4.361 abitanti